# Hotel Gellért
El Hotel Gellért es un famoso hotel de primera clase cuatro estrellas en Budapest, la ciudad capital de Hungría. El hotel fue construido en la margen derecha del río Danubio, entre 1916 y 1918 en el estilo Art Nouveau, con algunos elementos biomórficos, al pie del Colina Gellért, junto al puente Szabadság. El Hotel Gellért Danubio, otrora Hotel y Spa San Gellért, fue renovado en 1962 y en 1973. El spa, piscina y plaza construida para el hotel es uno de los balnearios más hermosos de Budapest. 